# Peterspfennig
Der Peterspfennig (lateinisch: Denarius Sancti Petri)  ist eine Kollekte, die einmal jährlich in einer Sonntagsmesse in katholischen Kirchen weltweit stattfindet. Die Gottesdienstteilnehmer werden vor der Kollekte darauf hingewiesen, dass der an diesem Tag gesammelte Geldbetrag dem Heiligen Stuhl zufließt.
Die Teilkirchen überweisen das Geld an die Nuntiatur des Apostolischen Stuhls in ihrem Land; die Nuntiatur überweist es an den Heiligen Stuhl. 2013 waren es 57 Millionen Euro 2019 waren es fast 54 Millionen Euro und 2021 rund 47 Millionen Euro.
Papst Benedikt XVI. sagte 2006:

„Der Peterspfennig ist der bezeichnendste Ausdruck der Teilhabe aller Gläubigen an den wohltätigen Initiativen des Bischofs von Rom für die Weltkirche. Diese Geste hat nicht nur einen praktischen, sondern auch einen deutlichen symbolischen Wert als Zeichen der Einheit mit dem Papst und der Sorge für die Bedürfnisse der Brüder und Schwestern, und deshalb besitzt euer Dienst einen vornehmlich kirchlichen Wert.“

## Geschichte
Ende des 8. Jahrhunderts hatten die damals neu zum Christentum bekehrten Angelsachsen beschlossen, durch einen jährlichen Obolus einen Beitrag zur Bewältigung der Aufgaben des Heiligen Stuhls zu leisten. Dieser Brauch des Denarius Sancti Petri breitete sich in der Folge auch in anderen europäischen Ländern aus.
Im 16. und 17. Jahrhundert wurde der Peterspfennig auch für den Bau des Petersdoms gespendet.
1871 legte Papst Pius IX. in der Enzyklika Saepe venerabiles fratres eine einheitliche Regelung für die Zahlung des Peterspfennigs fest. Seitdem wird die Kollekte weltweit am 29. Juni (dem Hochfest der Apostel Petrus und Paulus) oder am Sonntag davor oder danach gesammelt.
2015 wurde öffentlich bekannt, dass im Jahr 2012, dem letzten Amtsjahr von Benedikt XVI., 36 Millionen Euro von 53,3 Millionen Euro (= 68 %) für die römische Kurie verwendet wurden. Auch finanzielle Unregelmäßigkeiten im Vatikan und Intrigen der Kurie gegen Papst Franziskus wurden bekannt.
Im November 2019 wurde bekannt, dass 100 Millionen bis 150 Millionen Euro aus dem Peterspfennig-Fonds für den Kauf einer Immobilie in London-Chelsea zweckentfremdet worden waren.
Der Apostolische Stuhl begann Ermittlungen. Er ließ im Juni 2020 – wegen Verdacht auf Betrug, Veruntreuung, Geldwäsche und Erpressung – einen italienischen Geschäftsmann namens Gianluigi Torzi verhaften; dieser wurde später zu einer mehrjährigen Haftstrafe verurteilt. Im Verlauf der Ermittlungen kam heraus, dass später noch einmal ein hoher Millionenbetrag gezahlt worden war, um die restlichen Anteile an der Luxusimmobilie aufkaufen zu können. 2022 verkaufte der Vatikan die Immobilie. Der Verlust, welcher dem Vatikan durch Kauf und Verkauf entstanden ist, wird laut der Nachrichtenagentur Reuters auf 140 Millionen Euro geschätzt.
Die für rund 300 Millionen Euro gekaufte Immobilie ist ein ehemaliges Lagerhaus, in dem etwa 50 luxuriöse Loftwohnungen entstehen sollen. Der Kauf fand unter der Verantwortung des Kardinals Giovanni Angelo Becciu statt. Becciu wurde 2020 seiner Ämter enthoben; Papst Franziskus nahm sein 'Rücktrittsgesuch' am 24. September 2020 an. Becciu wurde 2023 zu einer Haftstrafe verurteilt.
Der Leiter des Wirtschaftssekretariats, Juan Antonio Guerrero Alves, hat zugegeben, dass die Peterspfennig-Spenden seit Jahren überwiegend dazu verwendet werden, das wachsende Haushaltsdefizit der Kurie zu decken. Im Jahr 2021 sollen 30 Millionen Euro (= 64 % von den erwarteten 47 Millionen Euro) an die Kurie fließen; 15,5 Millionen Euro (= 33 %) sollen für karitative Zwecke ausgegeben werden; 1,5 Millionen Euro (= 3 %) sind Verwaltungskosten.
Früher enthielt der Peterspfennig-Fonds viel Geld. 2019 wurden 27,2 Millionen Euro mehr entnommen als eingenommen und 2020 etwa 40 Millionen Euro. 2021 wurde angenommen, dass die Peterspfennig-Reserve in jenem Jahr aufgebraucht sein würde.
Im Jahr 2023 lagen die Einnahmen bei 52 Millionen Euro, die Ausgaben hingegen bei 109,4 Millionen Euro.